# Kup Hrvatske u bejzbolu 2005.
Kup Hrvatske u bejzbolu u 2005. godini.
Igrala se samo jedna utakmica između protivnika, pobjednik je prolazio dalje, po kup-sustavu.

## Četvrzavršnica
Nada SSM - Vindija 21:6

Grabrik - Novi Zagreb 8:13

Medvednica - Zagreb 0:27

Samobor - Kelteks 0:9

## Poluzavršnica
Nada SSM - Kelteks 1:8

Zagreb - Novi Zagreb 14:0

## Završnica
Kelteks - Zagreb 0:14
Osvajač hrvatskog kupa za 2005. je Zagreb.